# Carpintería japonesa

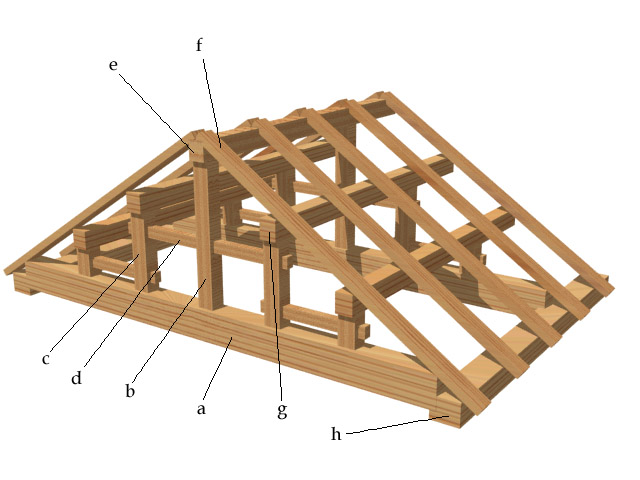
Estructura de techo tradicional tipo Wagoya, una estructura de tipo poste y dintel.

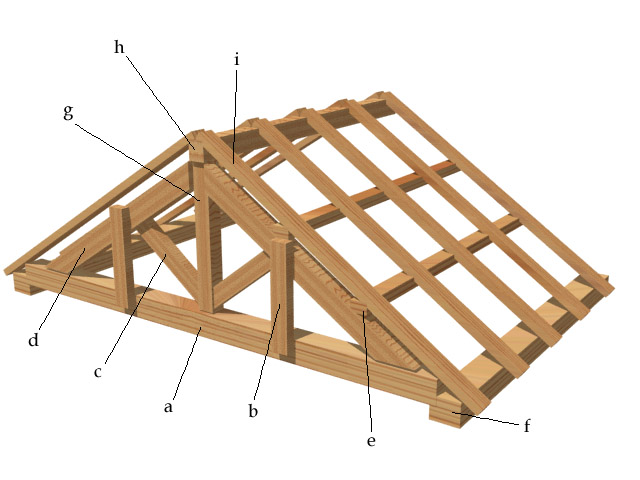
Estructura de techo tradicional tipo Yogoya, llamada estilo occidental.

La carpintería japonesa se desarrolló hace más de un milenio y es conocida por su capacidad para crear de todo, desde templos hasta casas, casas de té y muebles de madera evitando el uso de clavos.
Una de las técnicas más importantes es el "kigumi (encastres de madera)", una técnica de construcción tradicional que une piezas de madera sin utilizar clavos ni fijaciones metálicas. El clima de Japón es la principal razón para no utilizar fijaciones metálicas para unir las partes. Durante el verano en Japón, se producen con frecuencia fuertes lluvias y tifones, lo que hace que el ambiente desarrolle un elevado grado de humedad. El uso de clavos, cuñas y otros elementos de fijación metálicos puede oxidarse inevitablemente a causa de la lluvia y la humedad, provocando la putrefacción de la madera y dificultando su reparación.
Los encastres de madera puede clasificarse a grandes rasgos en dos tipos. El primero es el "tsugite", que consiste en empalmar dos piezas de madera para formar un poste o una viga. Se talla una muesca en el primer extremo de la madera; en la segunda pieza de madera, se recorta una lengüeta para encajarla en la muesca, como si fuera un rompecabezas. El otro tipo de carpintería es el "shiguchi", en el que dos o más piezas de madera se unen en una intersección vertical. Como en el caso de la tsugite, las piezas de madera se cortan y encajan.

## Escuelas de carpintería
Aunque existe una práctica central compartida por todos los carpinteros japoneses, definida por un vocabulario de herramientas y juntas y un método de trabajo, un carpintero normalmente se identificará con una de las cuatro profesiones de carpintería distintas. (宮大工 Miyadaiku?)  practican la construcción de santuarios y templos japoneses y son famosos por el uso de elaboradas uniones de madera y por el hecho de que los edificios que construyen se encuentran frecuentemente entre las estructuras de madera más antiguas del mundo. Los carpinteros residenciales y de casas de té, conocidos como (数奇屋大工 sukiya-daiku?), son famosos por sus delicadas construcciones estéticas que utilizan materiales rústicos. Los fabricantes de muebles se conocen como (指し物師 sashimono-shi?), y los carpinteros de acabado de interiores, que construyen (障子 shōji?)  y (欄間 ranma?), se denominan (建具屋 tateguya?).
Aunque es raro encontrar un sashimono-shi o tateguya practicando fuera de su campo, no es raro que un taller de carpintería trabaje simultáneamente como miyadaiku y sukiyadaiku .

## Herramientas
Las herramientas comúnmente utilizadas por los carpinteros japoneses se dividen en unas pocas familias básicas, dentro de las cuales se encuentran una multitud de variaciones y especializaciones orientadas a tareas particulares:

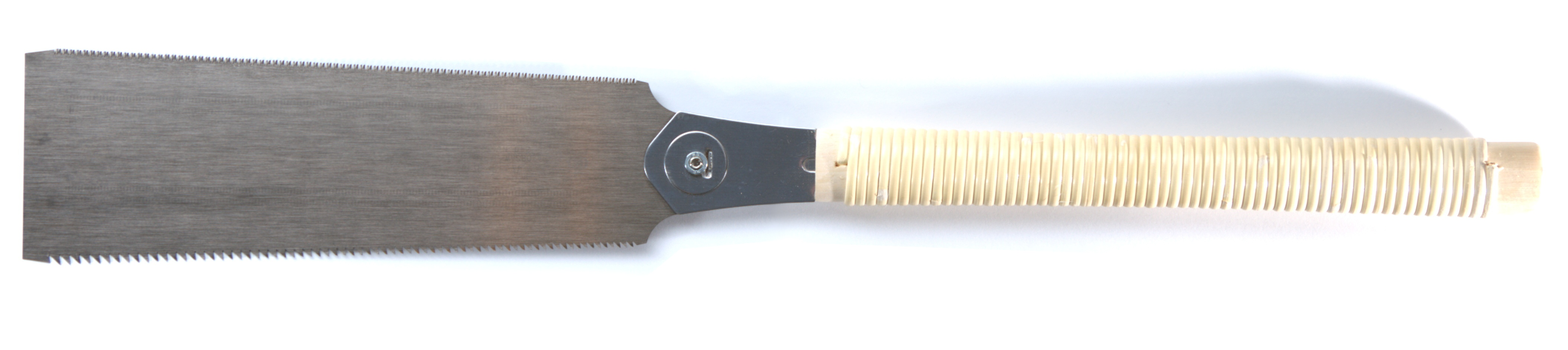
Ryoba

- Sierra japonesa (鋸 nokogiri?), que corta en la carrera de tracción, en lugar de la carrera de empuje, que de otro modo prevalece a nivel mundial. Esto permite que las hojas sean bastante delgadas en comparación con las sierras occidentales. Hay dos tipos principales de dientes cortantes en las sierras japonesas: corte transversal (横挽き yokobiki) y corte (縦挽き tatebiki). El desgarro y el corte transversal se combinan en una sola hoja, conocida como (両刃 ryoba). Los patrones de corte al hilo y transversal también se realizan en sierras de un solo filo (片刃 kataha nokogiri), tanto con piezas traseras rígidas como sin ellas. Las sierras de respaldo rígido, conocidas como (胴付き douzuki) se utilizan típicamente para cortar carpintería fina. También hay muchos otros tipos de sierras japonesas: (押さえ引き鋸 osae-biki), que se utilizan para cortar clavijas al ras de una superficie sin dañarla. Los dientes de la sierra no tienen ningún ajuste en uno o ambos lados para lograr esta hazaña.[5]Está el (畔挽き azebiki), que tiene dientes cortantes tanto rasgados como transversales, y tiene un perfil corto y redondeado. Se utiliza para serrar en áreas reducidas y comenzar cortes en el medio de superficies. Existen muchos otros tipos y subtipos de sierra. La mayoría de las sierras que se venden en Occidente son artículos producidos en masa con dientes endurecidos por inducción y hojas reemplazables relativamente baratas. Las sierras forjadas artesanales son muy laboriosas de fabricar e implican más pasos de fabricación en el forjado para completarlas que los cepillos o los cinceles.[2]

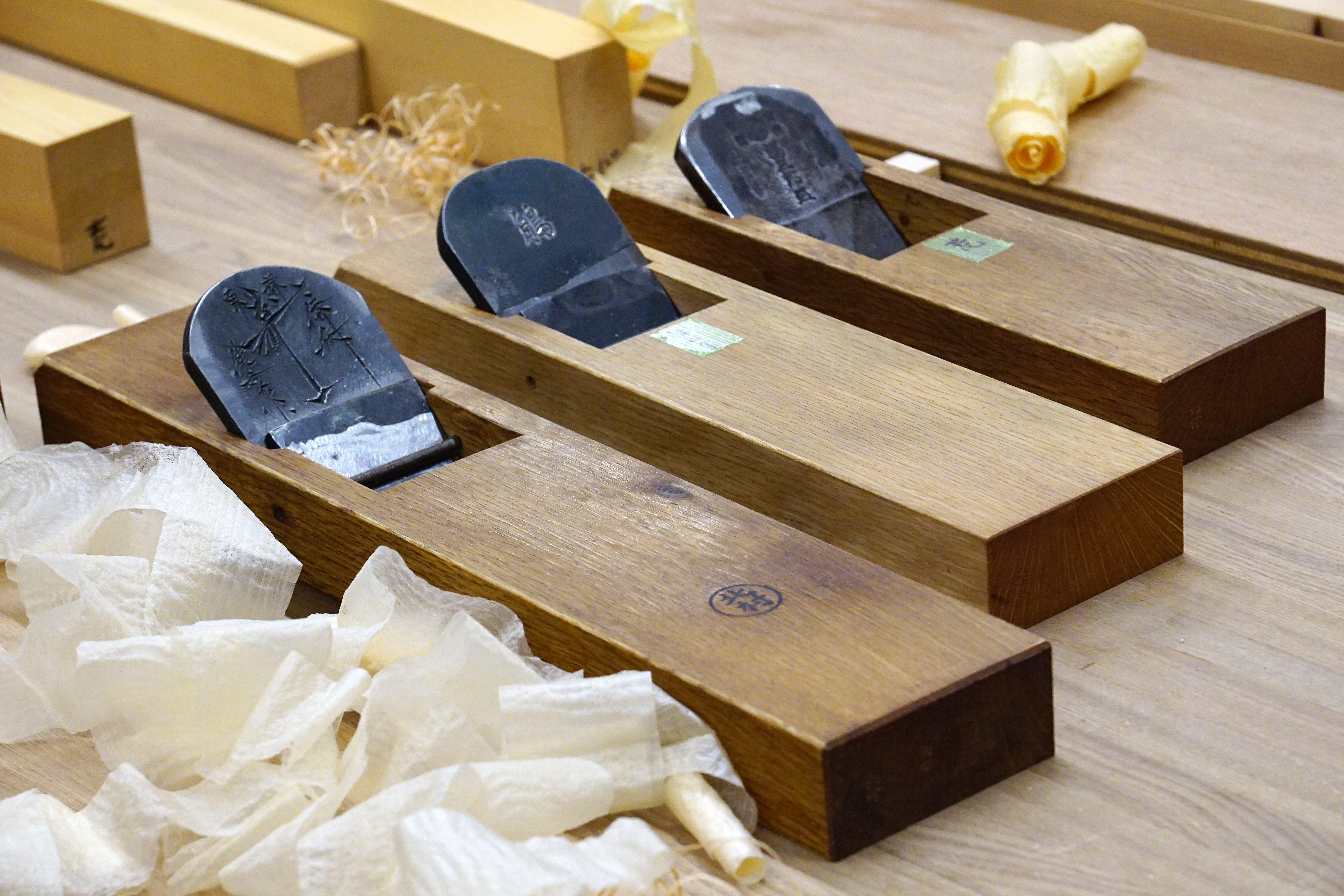
Kana

- Garlopa japonesa (鉋 kanna?), es más comúnmente un bloque de madera o (台 dai) que contiene una hoja laminada, una subhoja y un pasador de seguridad. En la garlopa japonesa, la hoja se fija en su posición principalmente mediante los pilares del avión que están cortados en los lados del dai. Esto es similar a un tipo de garlopa de madera europeo que todavía se fabrica, en el que la hoja se fija en su lugar golpeando una cuña de madera. A diferencia de un avión occidental, en un avión japonés el soporte de la pala no es una superficie plana, sino convexa. La hoja en sí tiene un grosor cónico para encajar firmemente en el dai cuando se golpea en su lugar. La hoja también tiene un ancho cónico para permitir ajustar su proyección golpeándola de lado a lado, de modo que se pueda lograr un espesor de afeitado uniforme. Las garlopas japonesas generalmente se manejan tirando en lugar de empujando, y el trabajo se puede realizar en posición sentada o utilizando todo el cuerpo para obtener más potencia.[2][5]
  - Considerada parte de la familia kanna, la yarigana es un tipo arcaico de garlopa japonesa que se asemeja a una lanza. La yarigana es una sola pieza de acero con un extremo que se utiliza como mango y el otro forjado en forma de hoja. El carpintero sostiene la yarigana con dos manos, perpendiculares a sus brazos, y tira hacia su cuerpo produciendo una hendidura cóncava en la madera. La yarigana era de uso universal antes de la introducción del cepillo de madera montado en bloques en Japón, y hoy en día normalmente se reserva para su uso en grandes columnas circulares o en casos en los que se desea una apariencia más rústica en el elemento final.[5]

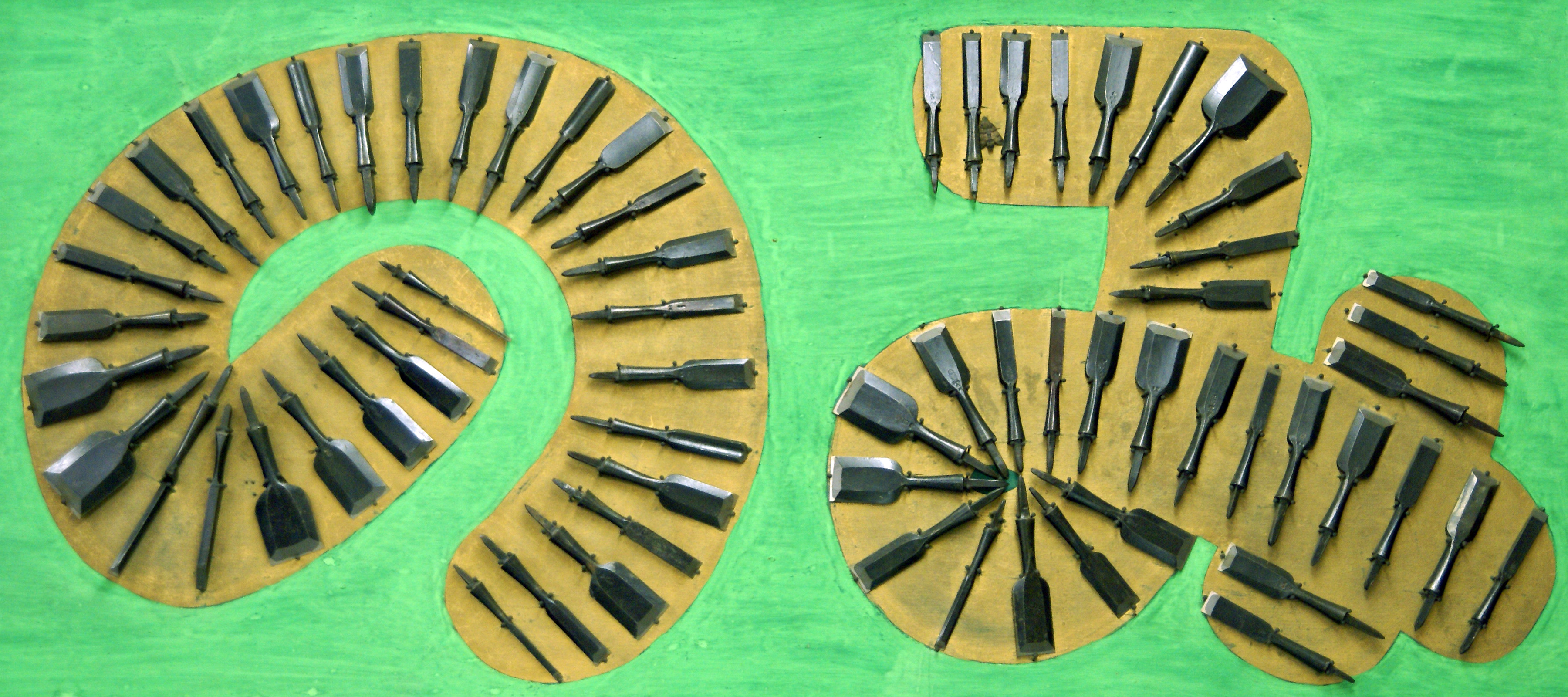
Cinceles

- Cincel japonés (鑿 nomi?). Hay cinceles de banco, cinceles para pelar, cinceles para golpear, cinceles y slicks para madera pesada y muchos otros para aplicaciones especializadas. Al igual que los aviones, las hojas son de acero laminado duro/acero blando. El ángulo de bisel varía típicamente de 20˚ a 35˚, con cinceles pesados y para mortajar con ángulos pronunciados y cinceles para pelar con ángulos menos profundos. En Japón es común trabajar con maderas blandas, por lo que muchos cinceles se fabrican con eso en mente y requieren que los biseles sean más pronunciados si se emplean para maderas más duras.[2]
- Barreno japonés (錐 kiri?). El kiri se utiliza para perforar agujeros circulares en una madera, a menudo como primera etapa en el vaciado de una mortaja. Aunque aparentemente fácil de usar, el kiri se considera comúnmente una de las herramientas más difíciles de dominar.[5]

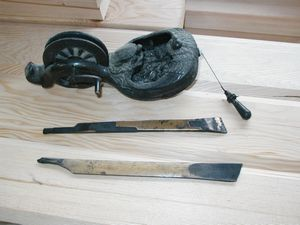
Sumitsubo (y sumi-sashi, cepillos de madera)

- Tinero (墨壺 sumitsubo?). El sumitsubo se utiliza para marcar líneas largas y rectas en varias superficies. Se ata un hilo (tsuboito) a un trozo de madera redondeado con una aguja fijada en el extremo (karuko). El otro extremo del hilo se pasa a través de la pequeña abertura al final del sumitsubo (itoguchi), a través de la depresión que contiene tinta (ike) y se enrolla alrededor de un carrete (itomaki-guruma). La tinta se almacena en el ike empapado en guata de seda. Los hilos de seda se utilizan como tsuboito. Para dibujar una línea, se sostiene el sumitsubo en la mano izquierda y se fija la aguja del karuko en la superficie determinando la posición de un extremo del hilo. El sumitsubo se aleja gradualmente del karuko hasta que se desenrolla la longitud requerida del hilo, momento en el que se detiene la rotación del carrete con el pulgar. Con el dedo índice se presiona el hilo en el punto final deseado del hilo. Con la mano derecha, el hilo se tira hacia arriba para tensarlo y luego se suelta repentinamente, golpeando la superficie y dejando una línea recta de tinta en cualquier superficie, independientemente de las irregularidades de la superficie.[6]
- Hacha y azuela japonesas ((斧 ono) y (釿 chōna)).[5]
- Martillo japonés (玄能?  Genno or Gennoh). Existen varios tipos de martillos de carpintería. Algunos martillos se utilizan para trabajar con cinceles, algunos para posicionar hojas de cepillo manual, algunos para martillar y sacar clavos, y otros para sacar acero laminado endurecido de la base de hojas de cepillo y cinceles.[5]
- Las herramientas para medir y marcar incluyen la pluma de bambú (墨さし Sumisashi), la escuadra de carpintero (差し金 Sashigane), el cuchillo de marcar (切り出し Kiridashi), los tradicionales calibres de marcado de una o varias hojas (罫引 Kebiki y Kinshiro), entre otros.

### Cuchillas
A pesar de que un carpintero suele diseñar mangos y bloques de madera, y coloca y afila sus hojas él mismo, las hojas mismas son forjadas por herreros y se entregan al carpintero desmontadas. El acero japonés ha disfrutado durante mucho tiempo de un alto nivel de refinamiento, sin el cual las finas superficies y detalles por los que es famosa la carpintería japonesa no serían posibles. Las hojas utilizadas en el cincel japonés y el avión japonés comparten principios constructivos similares a los de la espada japonesa. Una pieza delgada de metal extremadamente duro llamada (鋼 ha-gane) se suelda por forja a una pieza de metal más suave llamada (地金 ji-gane). La función del metal base más blando es absorber los golpes y proteger el hagane más frágil para que no se rompa. Esta tecnología permite el uso de aceros en el hagane que son más duros que los utilizados en los cinceles occidentales, típicamente Rockwell 62 y superiores, y también permite afilar un borde mucho más fino de lo que normalmente se conoce en carpintería fuera de Japón. Al afilar una hoja, un carpintero japonés suele utilizar tres o más piedras de afilar de diferente grosor, desde la piedra más rugosa hasta la más fina.
Las hojas de los cepillos y cinceles se caracterizan por tener una hendidura hueca en su lado plano. Esta hendidura cumple varias funciones. La función principal es garantizar un alto nivel de planitud al afilar, ya que al pulir el lado plano, la hoja no puede balancearse ni curvarse debido a que solo está en contacto con la piedra en ambos lados de su ancho. Esto mejora la precisión de los cortes realizados con el cincel y, en el caso de los cepillos, asegura un contacto suave con la cuña y, por lo tanto, un soporte uniforme en toda la hoja. Además, la hendidura reduce significativamente la cantidad de metal que se debe eliminar para lograr la planitud en la parte posterior de la hoja, lo que acorta considerablemente el tiempo de configuración inicial y el posterior reafilado. En segundo lugar, en el caso de los cinceles, reduce la fricción al introducir o extraer el cincel de la madera. Por último, la interacción entre el borde delantero de la hendidura y el borde de la hoja es una relación que cambia a medida que la herramienta se vuelve a afilar. Con láminas planas, al afilarse el borde hasta el borde del hueco, se puede realizar el "golpeo" (ura-dashi), un proceso en el cual se emplea un martillo puntiagudo para presionar ligeramente hacia abajo el hagane a lo largo del bisel de la hoja. Al aplanar nuevamente el dorso de la hoja después del ura-dashi, se restaura el hueco; de esta manera, el hueco sirve como un tipo de calibre para el afilado, como un medio para extender la vida útil de la delgada pieza de acero de corte tanto como sea posible. Esto, a su vez, contribuye a mantener constante la geometría de la hoja a lo largo del tiempo, permitiendo que se ajuste al dai con el paso del tiempo.
Hay muchos tipos de acero utilizados para el hagane de aviones y cinceles japoneses:
- Acero blanco, shirogane; un acero casi puro que tiene un filo muy afilado y se afila fácilmente. Existen varios tipos de acero blanco, siendo los más comunes el n.º 1 y el n.º 2.[5]
- Acero Azul, ao-gane; un acero con elementos aleados como el molibdeno para mejorar la durabilidad del borde. Este acero es un poco más difícil de afilar que el blanco y no requiere un filo tan afilado, pero su uso es más duradero. Los aceros azules comunes utilizados son #1, #2 y "Super-Blue"[5]
- Tama-hagane; este acero se obtiene de la fundición de una arena de río especial rica en hierro y normalmente se reserva para su uso en la fabricación de espadas, aunque algunos encuentran uso en sierras, cinceles y cepillos.
- Togo-Reigo: este acero fue producido por la Andrews Company de Sheffield, Inglaterra, en la década de 1920 y una parte llegó a Japón, donde se ha utilizado para fabricar hojas de avión.
- Acero sueco

### Tornillo de banco y prensas

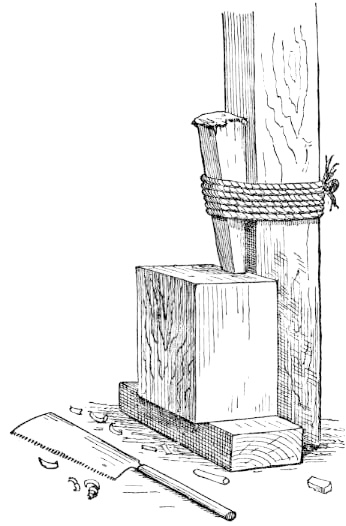
Ilustración de un tornillo de banco tradicional japonés del libro Hogares japoneses y sus alrededores por Edward S. Morse

El tornillo de banco tradicional japonés era una cuña de madera atada a un poste con un rollo de cuerda. Se insertó la madera debajo de la cuña y se martillaba la cuña.
Las prensas de cualquier tipo se utilizan mucho menos en la carpintería tradicional japonesa que en tareas equivalentes en los oficios tradicionales de Occidente. Muchas tareas de la carpintería japonesa asociadas a la construcción, implican piezas de madera de gran tamaño y, en general, el peso de la madera y del carpintero se utilizan para estabilizar la pieza sobre la que trabaja el carpintero. Por esta razón, los caballos de carpintero utilizados en Japón son mucho más bajos que los occidentales, y los carpinteros siempre deben posicionarse por encima de su trabajo. Gran parte del trabajo en piezas más pequeñas de material se puede realizar en posición sentada y se basa en el hecho de que tanto las sierras como los cepillos cortan con la carrera de tracción, lo que permite la estabilización del trabajo utilizando el cuerpo o la tabla de tiro.

## Maderas utilizadas
Las maderas utilizadas en la carpintería japonesa, así como en la construcción de herramientas, incluyen (杉 sugi?), (赤松 akamatsu?),  (檜 or 桧 hinoki?), alcanfor, laurel, magnolia obovata, (欅 keyaki?) y (桐 kiri?).